# Oligomyrmex morai
Oligomyrmex morai är en myrart som först beskrevs av Menozzi 1931.  Oligomyrmex morai ingår i släktet Oligomyrmex och familjen myror. Inga underarter finns listade i Catalogue of Life.